# 棚方駅
棚方駅（たながたえき）は、長崎県佐世保市棚方町にある松浦鉄道西九州線の駅である。

## 歴史
- 1989年（平成元年）3月11日：開業[1]。

## 駅構造
単式ホーム1面1線を有する地上駅である。無人駅で駅舎は無いが、待合室がある。

## 利用状況
1日平均乗降人員は195人である（2019年度）

## 駅周辺
駅から旧県道を渡って山側の少し高台のところに分譲住宅地が広がり、在住の中学生・高校生の通学利用がある。
- 長崎県道139号佐世保鹿町線
- 九州電力相浦発電所
- 相浦第一ニュータウン
- 相浦第二ニュータウン
- ふじみ台
- 緑町
- 西心寺

## 隣の駅
松浦鉄道
■西九州線
快速
小浦駅 - 棚方駅 - 相浦駅
普通
真申駅 - 棚方駅 - 相浦駅